# Blicourt
Blicourt ist eine französische Gemeinde mit 358 Einwohnern (Stand 1. Januar 2022) im Département Oise in der Region Hauts-de-France. Sie gehört zum Arrondissement Beauvais, zur Communauté de communes de la Picardie Verte und zum Kanton Grandvilliers.

## Geographie

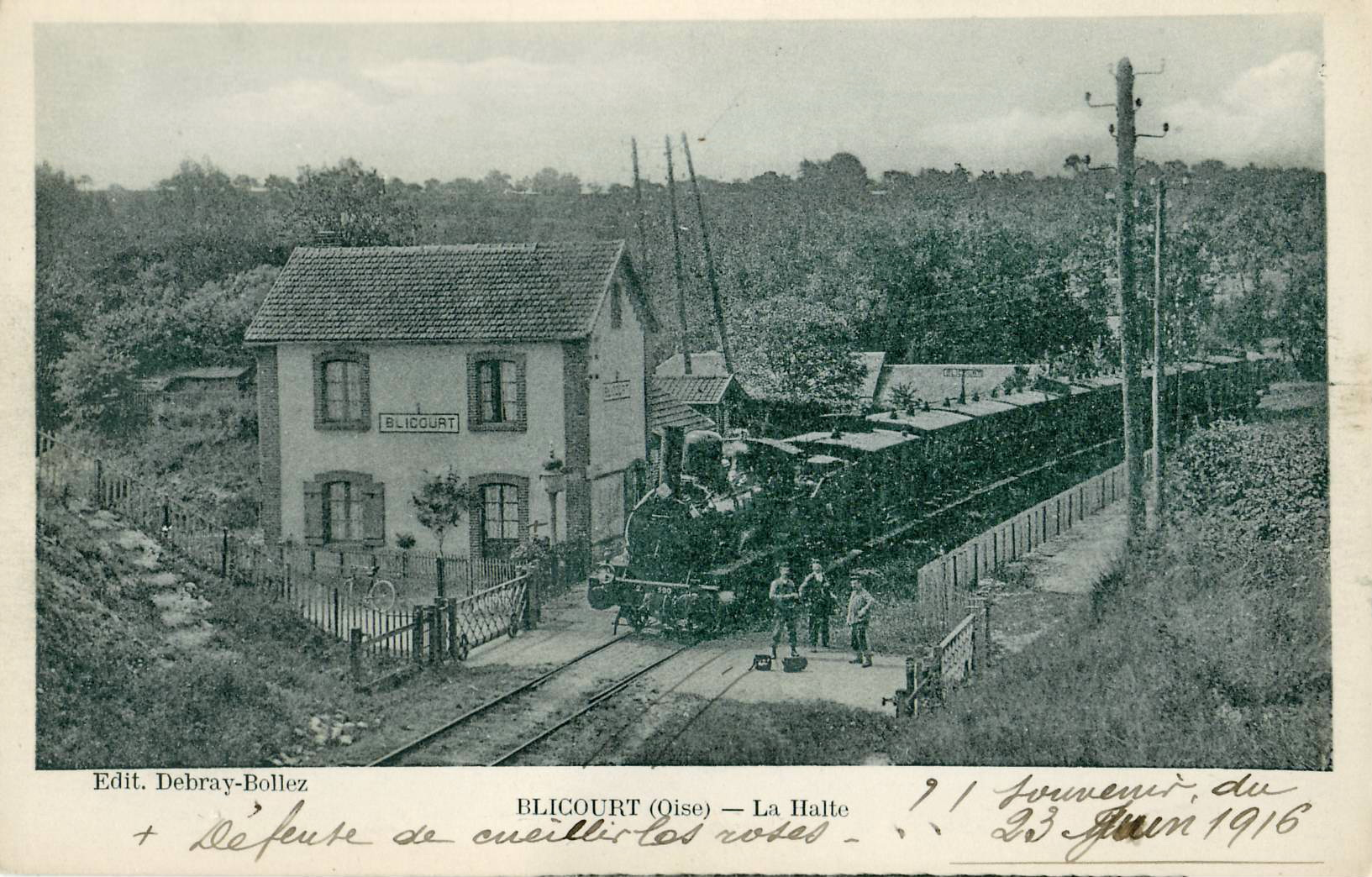
Haltepunkt Blicourt (vor 1916)

Die Gemeinde Blicourt liegt am Ende eines Seitentals des Petit Thérain, rund 14 Kilometer nördlich von Beauvais. Zu Blicourt gehören die Ortsteile Regnonval und Le Petit Blicourt. Im Südwesten der Gemeinde liegt ein Motocross-Gelände; im Norden hat die Gemeinde mit drei Windkraftanlagen einen Anteil an einem größeren interkommunalen Windpark.
Durch Blicourt führt die seit Ende der 1980er Jahre bis Saint-Omer-en-Chaussée stillgelegten, aber bis Crèvecœur-le-Grand als Industriegleis erhaltenen, sonst abgebauten Bahnstrecke von Amiens nach Beauvais.

## Einwohner
| Jahr                       | 1962 | 1968 | 1975 | 1982 | 1990 | 1999 | 2006 | 2014 | 2021 |
| -------------------------- | ---- | ---- | ---- | ---- | ---- | ---- | ---- | ---- | ---- |
| Einwohner                  | 274  | 225  | 237  | 234  | 271  | 281  | 324  | 340  | 355  |
| Quellen: Cassini und INSEE |      |      |      |      |      |      |      |      |      |

## Sehenswürdigkeiten
- Pfarrkirche Saint-Martin[1]
- ehemaliges öffentliches Waschhaus (Lavoir)

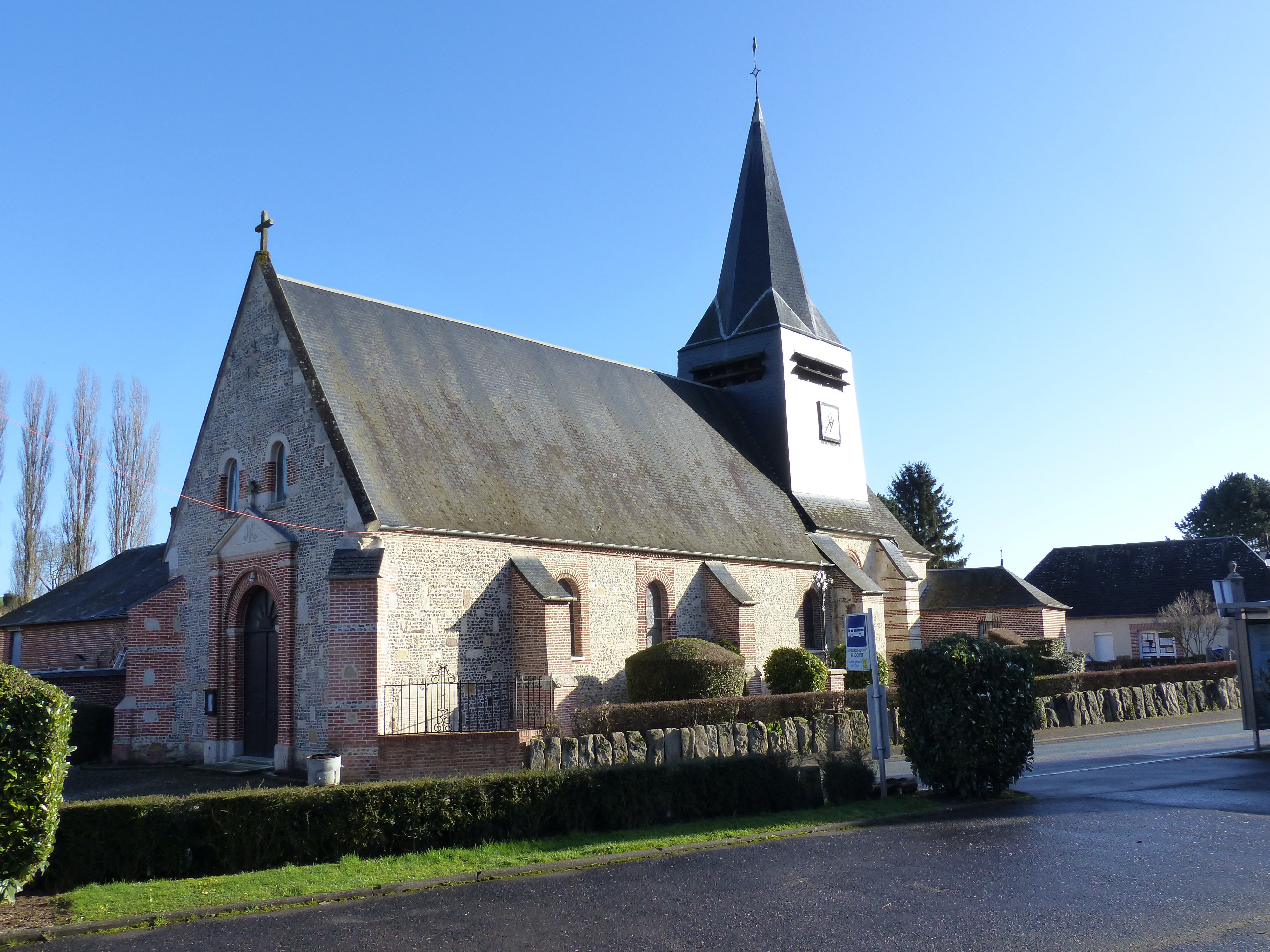
Kirche Saint-Martin
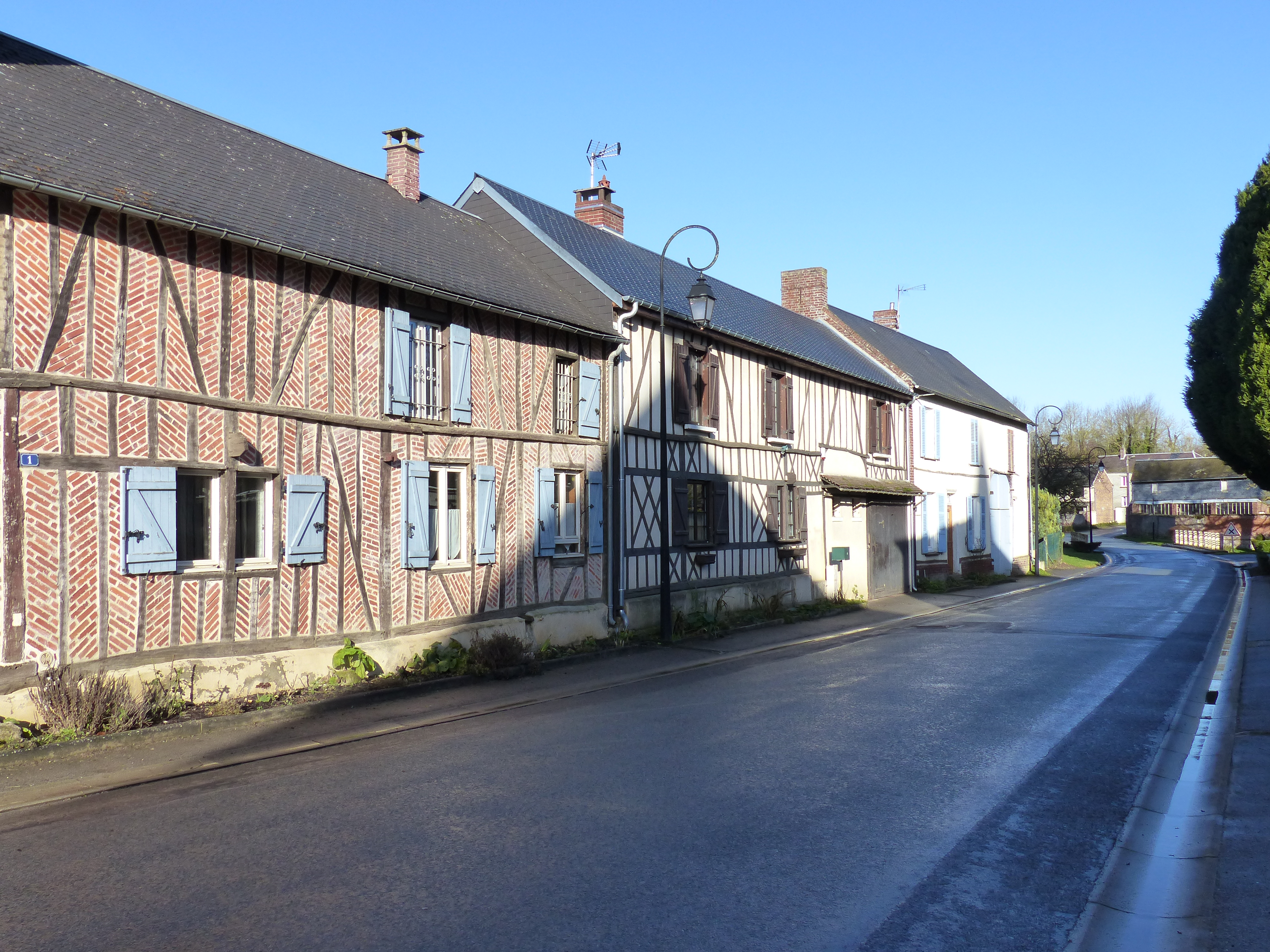
Fachwerkhäuser in der Rue de l’église
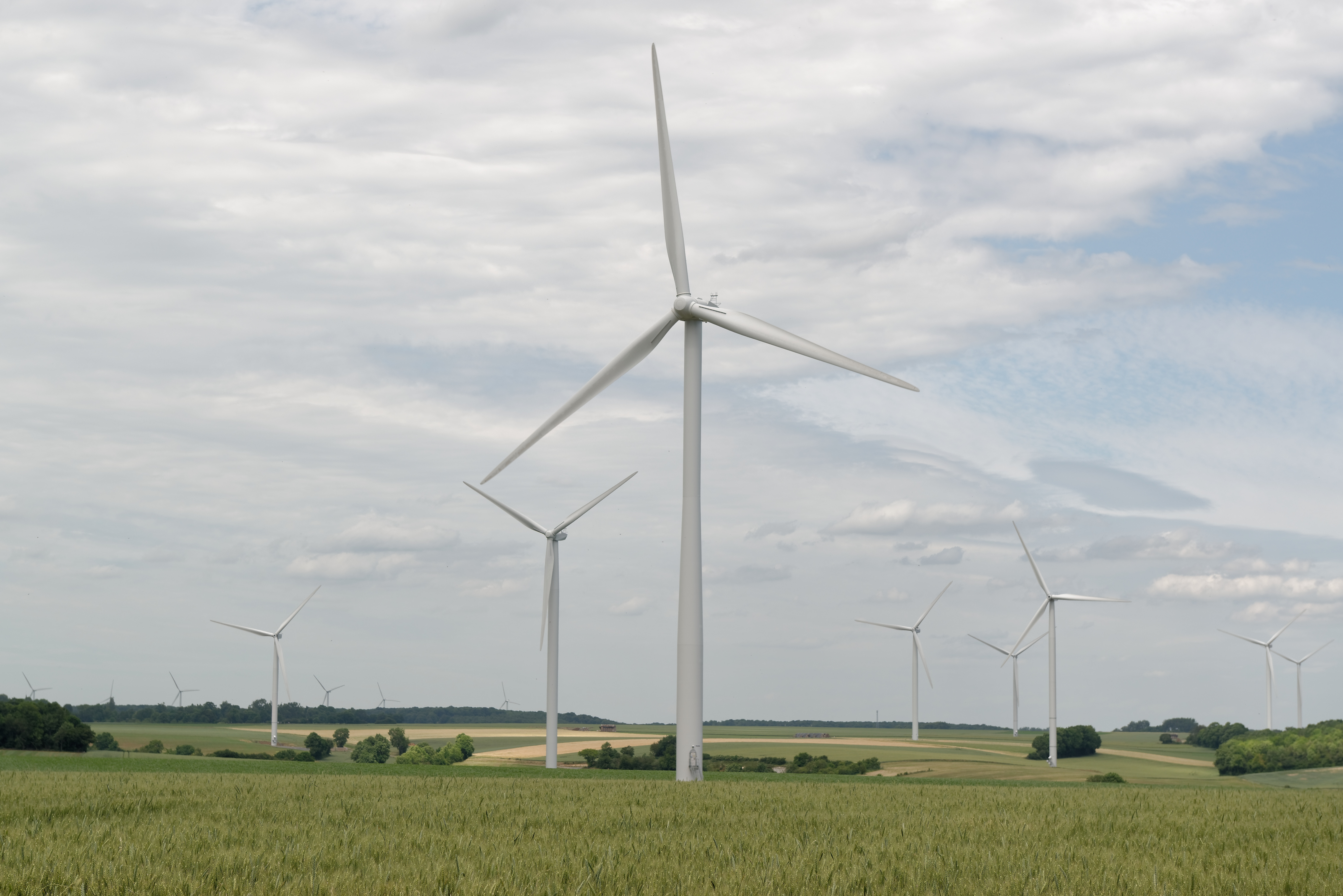
Windkraftanlagen im Norden der Gemeinde